# Antonio de Aranda
Antonio de Aranda (Aranda de Duero, ... – 1555) è stato un teologo portoghese.
Francescano, nel 1529 visitò la Terra santa e nel 1531 trasse dal suo viaggio il volume descrittivo Verdadera descripción de la Tierra Santa como estaba en MDXXX.